# Kalinga-Preis
Der Kalinga-Preis für die Popularisierung der Wissenschaft (kurz Kalinga-Preis; englisch Kalinga Prize for the Popularization of Science) ist eine von der UNESCO seit 1952 vergebene Auszeichnung. Sie wird für bedeutende Beiträge zur Popularisierung der Wissenschaft ausschließlich an natürliche Personen vergeben, die über eine hervorragende Karriere als Wissenschaftler oder auch als Schriftsteller, Herausgeber oder Filmproduzent verfügen.
In den ersten Jahren wurde die Auszeichnung jährlich vergeben. Der Preis wird ab dem Jahr 2009 alle zwei Jahre vergeben. Das Preisgeld beträgt 20.000 US-Dollar (Stand 2017) und wird vom Kalinga Foundation Trust mit Sitz in Bhubaneswar in Indien zur Verfügung gestellt. Die Stiftung geht auf eine Spende von Biju Patnaik (Bijayananda Patnaik, 1916–1997) aus dem Jahr 1951 zurück. Seit dem Jahr 2010 vergibt die Stiftung zusätzlich einen nationalen Kalinga Samman for Popularization of Science, der mit 100.000 Rupien dotiert ist.
Der Preis trägt den Namen des alten indischen Königreichs Kalinga. Der Asteroid (26214) Kalinga wurde wiederum nach dem Kalinga-Preis benannt.

## Preisträger
- 1952 Louis de Broglie (Frankreich, Nobelpreis für Physik 1929)
- 1953 Julian Huxley (Vereinigtes Königreich)
- 1954 Waldemar Kaempffert (Vereinigte Staaten)
- 1955 Augusto Pi Suner (Venezuela)
- 1956 George Gamow (Vereinigte Staaten)
- 1957 Bertrand Russell (Vereinigtes Königreich, Nobelpreis für Literatur 1950)
- 1958 Karl von Frisch (Österreich/Deutschland, Nobelpreis für Physiologie oder Medizin 1973)
- 1959 Jean Rostand (Frankreich)
- 1960 Ritchie Calder (Vereinigtes Königreich)
- 1961 Arthur C. Clarke (Vereinigtes Königreich)
- 1962 Gerald Piel (Vereinigte Staaten)
- 1963 Jagjit Singh (Indien)
- 1964 Warren Weaver (Vereinigte Staaten)
- 1965 Eugene Rabinowitch (Vereinigte Staaten)
- 1966 Paul Couderc (Frankreich)
- 1967 Fred Hoyle (Vereinigtes Königreich)
- 1968 Gavin de Beer (Vereinigtes Königreich)
- 1969 Konrad Lorenz (Österreich, Nobelpreis für Physiologie oder Medizin 1973)
- 1970 Margaret Mead (Vereinigte Staaten)
- 1971 Pierre Auger (Frankreich)
- 1972 Philip H. Abelson (Vereinigte Staaten)
1972 Nigel Calder (Vereinigtes Königreich)
- 1973 nicht vergeben
- 1974 José Reis (Brasilien)
1974 Louis Estrada (Mexiko)
- 1975 nicht vergeben
- 1976 George Porter (Vereinigtes Königreich, Nobelpreis für Chemie 1967)
1976 Alexander Oparin (UdSSR)
- 1977 Fernand Seguin (Kanada)
- 1978 Hoimar von Ditfurth (Deutschland)
- 1979 Sergei Kapiza (UdSSR)
- 1980 Aristide Bastidas (Venezuela)
- 1981 David Attenborough (Vereinigtes Königreich)
1981 Dennis Flanagan (Vereinigte Staaten)
- 1982 Oswaldo Frota-Pessoa (Brasilien)
- 1983 Abdullah Al Muti Sharafuddin (Bangladesch)
- 1984 Yves Coppens (Frankreich)
1981 Igor Petrjanow-Sokolow (UdSSR)
- 1985 Peter Medawar (Vereinigtes Königreich, Nobelpreis für Physiologie oder Medizin 1960)
- 1986 Nikolai Bassow (UdSSR, Nobelpreis für Physik 1964)
1986 David Suzuki (Kanada)
- 1987 Marcel Roche (Venezuela)
- 1988 Björn Kurtén (Finnland)
- 1989 Saad Ahmed Shabaan (Ägypten)
- 1990 Misbah-Ud-Din Shami (Pakistan)
- 1991 Radu Iftimovici (Rumänien)
1991 Narender K. Sehgal (Indien)
- 1992 Jorge Flores Valdés (Mexiko)
1992 Peter Okebukola (Nigeria)
- 1993 Piero Angela (Italien)
- 1994 Nikolai Drosdow (Russland)
- 1995 Julieta Fierro Gossman (Mexiko)
- 1996 Jirí Grygar (Tschechische Republik)
1996 Jayant V. Narlikar (Indien)
- 1997 Dorairajan Balasubramanian (Indien)
- 1998 Regina Paz Lopez (Philippinen)
1998 Ennio Candotti (Brasilien)
- 1999 Marian Ewurama Addy (Ghana)
1999 Emil Gabrielian (Armenien)
- 2000 Ernst W. Hamburger (Brasilien)
- 2001 Stefano Fantoni (Italien)
- 2002 Marisela Salvatierra (Venezuela)
- 2003 Pervez Amirali Hoodbhoy (Pakistan)
- 2004 Jean Audouze (Frankreich)
- 2005 Jeter Jorge Bertoletti (Brasilien)
- 2006–2008 nicht vergeben
- 2009 Yash Pal (Indien)
2009 Trịnh Xuân Thuận (Vietnam)
- 2011 Rene Raul Drucker Colin (Mexiko)
- 2013 Xiangyi Li (China)
- 2015 Andrés Golombek (Argentinien)
- 2017 Erik Jacquemyn (Belgien)
- 2019 Karl Kruszelnicki (Australien)
- 2021 Jean-Pierre Luminet (Frankreich)
- 2023 María Cetto (Mexiko)